# Messor luebberti
Messor luebberti es una especie de hormiga del género Messor, subfamilia Myrmicinae. 

## Distribución
Esta especie se encuentra en Botsuana, Namibia y Sudáfrica.